# Thomas Eugene Kurtz
Pour les articles homonymes, voir Kurtz.
Thomas Eugene Kurtz, né le 22 février 1928 à Oak Park (Illinois) et mort le 12 novembre 2024 à Lebanon (New Hampshire),, est un mathématicien et informaticien américain, qui, avec son collègue John George Kemeny, invente et développe le langage BASIC,  dans le cadre du projet de temps partagé "Dartmouth Time-Sharing System" (DTSS), un des tout premiers.

## Biographie
Thomas Kurtz obtient son premier diplôme universitaire dans l'Illinois en 1950, puis il obtient  ensuite un master et un doctorat en mathématiques à l'université de Princeton. Il découvre l'ordinateur pour la première fois à l'université de Californie en 1951. En 1956, le mathématicien John Kemeny le recrute comme enseignant au Dartmouth College dans le New Hampshire où il sera professeur de mathématiques pendant 37 ans.
Kurtz et Kemeny estiment que tout étudiant devrait pouvoir utiliser un ordinateur quel que soit son niveau en science, une idée « alors complètement folle » selon  Kurtz, et qu'ils vont essayer de mettre en application au début des années 1960. Il faut pour cela connecter plusieurs terminaux à un seul ordinateur et concevoir un langage de programmation avec lequel tout étudiant puisse rédiger un petit programme après seulement quelques heures de formation seulement. Ils élaborent, avec l'aide de leurs étudiants le langage Darsimco, puis le Dope, tous deux vite abandonnés puis enfin le Basic, pour « Beginner’s all-purpose symbolic instruction code » (Code d'instruction symbolique multiusage pour débutants), nom trouvé par Kurtz. C'est le projet de temps partagé "Dartmouth Time-Sharing System" (DTSS), un des tout premiers. Le premier ordinateur en temps partagé de Dartmouth programmable en Basic démarre en 1964 et l'université ouvre rapidement un centre informatique, dirigé par Kurtz, où, dès 1966, les trois quarts des étudiants de l'université reçoivent une formation à la programmation. Dans la foulée, d'autres universités pourront y accéder via une liaison téléphonique.
Kemeny et Kurt n'ont volontairement pas breveté leur nouveau langage pour faciliter sa diffusion. HP et IBM vont l'installer sur leurs ordinateurs et de nombreux programmeurs vont s'en emparer. Dans les années 1970, selon Kurtz, il existe environ 80 systèmes informatiques partagés aux États-Unis équipés du Basic et au début des années 1980, ce langage sera est une « brique fondatrice de l'ordinateur personnel » naissant.  
Thomas Kurtz est récompensé par un « Computer Pioneer Award » en 1991.